# Dreadnaught
Dreadnaught ist eine australische Rock- und Metal-Band aus Melbourne, die 1992 unter dem Namen Dreadnought gegründet wurde.

## Geschichte
Die Band wurde 1992 ursprünglich in Tasmanien aus dem Zerfall verschiedener Bands unter dem Namen Dreadnought gegründet. Kurz nach ihrer Gründung verlegte die Gruppe allerdings ihren Sitz nach Melbourne. Ihren ersten Auftritt hielt die Band Ende 1994 ab. 1995 erschien über Subversive Records die Single Flowers, der sich 1996 das Debütalbum Body.Blood.Skin.Mind bei Deported Records anschloss. Allerdings war die Band mit dem Label nicht zufrieden. Zudem hatte sie Schwierigkeiten, die Rechte an ihrem Namen zu sichern, da ein Finanzunternehmen aus Queensland bereits diesen Namen führte. Daraufhin änderte ihn die Band in Dreadnaught.
Danach verklagte die Band ihr Label erfolgreich und wiederveröffentlichte das Album Ende 1997 bei BlahBlahBlah. Während dieser Zeit ersetzte die Gruppe die eigentlich vorgesehene Band Superheist beim Metal for the Brain. Mitte 1998 erschien in Eigenveröffentlichung die EP Idiosyncrasy. Hierauf besteht die Band aus dem Sänger Greg „Egg“ Trull, den Gitarristen Richie Poate und Damon Alcock, dem Bassisten Andy Livingstone-Squires und dem Schlagzeuger Aaren Suttil. 1999 folgten Auftritte mit Cathedral und Pitchshifter sowie eine nationale Tour mit Nevermore und ein dritter Auftritt auf dem Metal for the Brain. Zudem unterzeichnete sie einen Vertrag bei Dark Carnival, worüber Mitte 2000 das Album Down to Zero erschien. Außerhalb Australiens erschien das Album etwas später bei The Music Cartel. Gegen Ende des Jahres wurde der Bassist Andrew „Squiz“ Livingstone-Squires durch Andy McDougall ersetzt. Auf der 2001 erschienenen EP One Piece Missing ist allerdings Michael Meagher in fast allen Liedern am Bass zu hören. Der Tonträger enthält akustische Lieder und Coverversionen von Pink-Floyd- und Thin-Lizzy-Songs. Er erschien nur in Australien. Im Juni ging die Band mit Frankenbok auf Tournee durch Australien, ehe gegen Ende des Jahres Konzerte mit Devin Townsend (September) und Nickelback sowie ein fünfter Auftritt auf dem Metal for the Brain folgten. Nachdem die Gruppe zwei Jahre kaum von sich hören ließ, begann sie Mitte 2004 mit den Arbeiten zu einem weiteren Album. Bereits kurz darauf entschloss sich der Schlagzeuger Aaren „Suds“ Suttil die Besetzung zu verlassen, um sich seiner anderen Band Atomizer widmen zu können. Er wurde durch Sandy Bettenay ersetzt. Daraufhin erschien Ende 2005 über Roadrunner Records das Album Dirty Music. Am 27. Dezember 2006 beging Suttil Suizid. Gegen Ende des Jahres wurde Dirty Music als Doppelalbum außerdem wiederveröffentlicht, wobei es als Bonus alle zuvor erschienenen Lieder enthält. Im Februar 2007 ging die Band zusammen mit Testament auf Tour. Anfang 2008 kam der ehemalige Alarum-Schlagzeuger Matthew Racovalis zur Besetzung. Im Mai begann die Gruppe daraufhin mit den Arbeiten zum nächsten Album. Das selbstbetitelte Album, auch [D->0] genannt, erschien im Mai 2009 bei AmpHead Distribution und war von Reggie Bowman abgemischt worden. Gegen Ende des Jahres erschien das Album auch in Japan. Danach ging die Band auf Tournee durch Australien und Japan. In ihrer Karriere konnte Dreadnaught bisher unter anderem auch zusammen mit Mortal Sin, Alchemist, King Parrot und Lord auftreten.

## Stil
Laut Brian Fischer-Griffin in der Encyclopedia of Australian Heavy Metal hat der Stil der Band sich von technisch anspruchsvollem Thrash Metal, wie Death ihn auf Individual Thought Patterns spiele, zu Motörhead-artigem Rock ’n’ Roll entwickelt. Body.Blood.Skin.Mind biete nachdenklich stimmende Texte, die eine Mischung aus Wut und Selbstbeobachtung seien. Idiosyncrasy klinge etwas anders als das Album zuvor, allerdings sei es immer noch dunkel und düster. Down to Zero bewege sich stärker gegen Rock. Eduardo Rivadavia von Allmusic ordnete die Band dem Alternative Metal zu. Laut musicmight.com hat die Band anfangs klassischen Heavy Metal gespielt und später experimentelle Einflüsse verarbeitet.
Martin Popoff verglich die Band in seiner Rezension zu Down to Zero in The Collector’s Guide of Heavy Metal Volume 4: The ’00s mit Fu Manchu. Zudem seien auch Einflüsse von Bush und Masters of Reality hörbar. Der Song Last Drinks biete Powerchords, die denen in Radioheads Creep ähneln würden. Auch Matthias Weckmann vom Metal Hammer ordnete das Album dem Stoner Rock zu. Neben Kyuss- könne man dem Album auch Tony-Iommi-Einflüsse anhören. In den Liedern konzentriere sich die Gruppe hauptsächlich auf Melodien. Simon Milburn von themetalforge.com bezeichnete den Gesang in dem Lied Living a Lie des Albums Dirty Music als eine Mischung aus Brian Johnson und John Crawford. Auf dem Album spiele die Band Rock, wobei sie verschiedene Stile einbringe und die Dynamik und das Tempo variiere. Laut Justin Donnelly von blistering.com hat sich die Band auf dem selbstbetitelten Album wieder stärker am Debüt Body.Blood.Skin.Mind orientiert und sich ein wenig weg vom Rock und hin in Richtung Metal bewegt. Auf dem Album gebe sich die Gruppe aggressiv, intelligent und melodisch.

## Diskografie
als Dreadnought
- 1995: Flowers (Single, Subversive Records)
- 1996: Body.Blood.Skin.Mind (Album, Deported Records)

als Dreadnaught
- 1998: Idiosyncrasy (EP, Deported Records)
- 2000: Down to Zero (Album, Dark Carnival)
- 2001: One Piece Missing (EP, Dark Carnival)
- 2001: Devestation Vacation (Split mit Frankenbok, Dark Carnival)
- 2005: Dirty Music (Album, Roadrunner Records)
- 2009: Dreadnaught (auch unter dem Namen [D->0] bekannt) (Album, AmpHead Distribution)